# EMD 265
El EMD 265, o H-Engine ("motor H"), es una línea de motores diésel introducida en 1995 construida por Electro-Motive Diesel (EMD) para locomotoras. Al contrario que las líneas anteriores de motores de EMD 567, 645 y 710, que trabajan con el ciclo de dos tiempos, el EMD 265 opera con el ciclo de cuatro tiempos. Otra característica que lo distingue de otros motores de EMD es la notación usada para su nombre. En los motores 567, 645 y 710 el número se refiere al desplazamiento de cada cilindro en pulgadas cúbicas (9,3 l, 10,6 l y 11,6 l respectivamente), mientras que el "265" de la designación se refiere al diámetro del cilindro en milímetros.

## Especificaciones
Aunque existen otras variantes de H-Engine (incluyendo una versión de 12 cilindros), las especificaciones siguientes son del 16-265H:
- 16 cilindros en V
- Hasta 4700 kW (6300 hp) a 1000 rpm (44.550 Nm de par motor)
- Diámetro: 265 mm
- Carrera: 300 mm
- Desplazamiento por cilindro: 16,6 L[1]
- sobrealimentado con dos turbocompresores.

## Uso en locomotoras
Entre las locomotoras que usan el EMD-265 se incluye la EMD SD90MAC, el único prototipo EMD SD89MAC (actualmente almacenada) y la EMD JT56ACe, esta última sólo en China. La serie SD90MAC fue construida en la década de 1990 para el Union Pacific y el Canadian Pacific; generalmente se la considera poco exitosa debido a problemas de confiabilidad del motor 265H. Todas las versiones con motor 265H en América del Norte fueron vendidas a arrendadores o desguazadas.

## Versiones
| ID      | Cilindros | Alimentación    | Máx rpm | Potencia (hp) | Potencia (MW) | Introducido | Locomotora(s)                                     |
| ------- | --------- | --------------- | ------- | ------------- | ------------- | ----------- | ------------------------------------------------- |
| 12-265H | 12        | Turbocomprimido | 1000    | 4725          | 3,52          | 1995        | EMD SD89MAC                                       |
| 16-265H | 16        | Turbocomprimido | 1000    | 6300          | 4,7           | 1995        | EMD SD90MAC, EMD JT56ACe (Ferrocarriles de China) |